# Hippare! Monster Strike
Hippare! Monster Strike é um single de Hironobu Kageyama e Yukio Yamagata. Foi lançado em 20 de maio de 2015 pela Lantis e possui quatro faixas.

## Produção
A composição ficou a cargo de Riichiro Kuwabara, que fez várias outras músicas para o jogo. Também já trabalhou em Ninja Gaiden 3. Já as letras ficaram com Nagae Kuwahara, que trabalhou em trilhas sonoras de inúmeros animes e séries de tokusatsu.
Um videoclipe foi produzido para a faixa-título.
O CD vinha com um código para liberar itens bônus no jogo.

## Legado
Ambas as canções foram compostas para o jogo Monster Strike, sendo a faixa-título o tema principal do jogo.

## Recepção
Ao analisar a faixa-título, o CD Journal disse que "é uma clássica música de herói, com uma voz enérgica e poderosa."

## Faixas
| N.º            | Título                                         | Letras         | Música            | Arranjo        | Duração |  |
| 1.             | "Hippare! Monster Strike" (vocal: H. Kageyama) | Nagae Kuwahara | Riichiro Kuwabara | Cher Watanabe  | 3:48    |  |
| 2.             | "worst end of the world" (vocal: Y. Yamagata)  | N. Kuwahara    | R. Kuwabara       | C. Watanabe    | 4:46    |  |
| 3.             | "Hippare! Monster Strike (off vocal)"          | instrumental   | R. Kuwabara       | C. Watanabe    | 3:48    |  |
| 4.             | "worst end of the world (off vocal)"           | instrumental   | R. Kuwabara       | C. Watanabe    | 4:44    |  |
| Duração total: | Duração total:                                 | Duração total: | Duração total:    | Duração total: | 17:06   |  |